# La Femme la plus recherchée d'Amérique
La Femme la plus recherchée d'Amérique (She Made Them Do It) est un téléfilm dramatique canadien réalisé par Grant Harvey, diffusé le 28 décembre 2012 sur Lifetime. Il s'inspire d'un fait divers réel, l'affaire Sarah Jo Pender (en).

## Synopsis
Sarah Pender, une étudiante américaine, est envoyée en prison après le meurtre de ses deux colocataires mais affirme être innocente et être sortie pendant que son petit ami tuait leurs colocataires. Après quelques années en prison et tous ses appels rejetés, elle parvient à s’échapper avec l'aide d'une amie et d'un gardien.

## Fiche technique
- Titre original : She Made Them Do It
- Titre français : La Femme la plus recherchée d'Amérique
- Titre espagnol : Una mala Influencia
- Réalisation : Grant Harvey (en)
- Scénario : Gary Tieche
- Direction artistique : Flavie Dufrenne
- Décors : Renee Read
- Costumes : Rebekka Sorensen
- Photographie : Adam Sliwinski
- Montage : Gordon Rempel
- Production : Harvey Kahn
- Société de production : Front Street Pictures
- Pays d'origine : Canada
- Langue originale : anglais
- Format : couleur
- Genre : drame
- Durée : 90 minutes
- Dates de diffusion : 
  -  États-Unis : 28 décembre 2012 sur Lifetime
  -  France : 18 avril 2013 sur TF1

## Distribution
- Jenna Dewan (VF : Karine Foviau) : Sarah Pender
- Mackenzie Phillips (VF : Michèle Buzynski) : Jamie
- Steve Bacic (VF : Benoît DuPac) : Sean Harlan
- John Walsh : Lui-même
- Nels Lennarson (VF : Constantin Pappas) : Spitler
- Greyston Holt (VF : Fabrice Fara) : Rick
- Andrew Airlie (VF : Nicolas Marié) : Bob
- April Telek (VF : Claire Guyot) : Mimi
- Lisa Marie Caruk (VF : Marie-Eugénie Maréchal): Farrell
- Nneka Croal (VF : Laura Zichy) : Paula
- CJ Jackman-Zigante : Corinne
- Rachel Hayward : Julia Rogers
- Jesse Moss : McCorkle
- Jerry Trimble (en) (VF : Patrick Messe) : Jackson Pender
- Primo Allon : Drew
- Lucie Guest : Trish
- Joanne Wilson : Betty
- Vincent Gale : Inspecteur Murphy
- Michael St. John Smith : Fred Cook
- Anthony Shim : Flic mince
- Dakota Guppy : Zoe
- Derek Morrison : Jerry
- Jaren Moore : Sally
- Rob Morton : Ben
- Bradley Stryker : Homme
- Dean Marshall (en) : Tucker Shift
- Xantha Radley : Roxanne
- Bethany Brown : Cheryl
- Nicholas Harrison : Tony Brady
- Cameron Park : Prof de gym

## L'affaire
Le film est basé sur une histoire vraie : l'affaire Sarah Jo Pender. En 2002, cette américaine a été condamnée à 110 ans de prison pour le double meurtre de ses deux co-locataires, Patricia Nordman et Andrew Cataldi par son compagnon Richard Hull. Ce meurtre s'est produit à Indianapolis le 24 octobre 2000. La thèse évoquée à l'époque par le procureur Larry Sells est que Sarah Pender était le cerveau du meurtre tandis que Richard Hull en avait été l'exécutant. Pendant le procès, le procureur la décrivit comme une Charles Manson au féminin.
Sarah Jo Pender s'est ensuite évadée en août 2008 de la prison pour femmes de Rockville où elle purgeait sa peine. En cavale pendant 4 mois, elle devint la seule femme figurant sur la liste des fugitifs les plus recherchés par les US Marshals. À la suite de l'incapacité du marshal Ryan Harmon, chargé de la poursuivre, à retrouver sa trace, l'affaire a été médiatisée par l'émission de télévision America's Most Wanted. Sarah Jo Pender fut capturée à Chicago le 20 décembre 2008 après une rediffusion de l'émission, à la suite d'une dénonciation anonyme.
Sarah Jo Pender a toujours clamé son innocence et l'affaire a fait l'objet de plusieurs émissions de télévision.
Toutefois, la version de l'affaire Sarah Pender présentée dans le téléfilm est également basée sur les dires de l'ex US Marshal Ryan Harmon, rebaptisé Sean Harlan dans le film. Cette version avait déjà été présentée dans un livre intitulé Girl Wanted, the chase for Sarah Pender vivement critiqué par les partisans de Sarah Pender. Plusieurs mois avant la sortie du film, Ryan Harmon annonçait sur son site web que la chaine de télévision « Lifetime [...] produit également un sujet présentant Ryan dans un futur proche. ».
Les partisans de Sarah Pender ont souligné le parcours douteux de cet individu et sa propension à la fabulation. En 1993, au cours d'un entretien avec la chaine C-Span, alors joueur de football américain à l'Université de Purdue, il avait déjà accusé son entraineur de l'avoir brutalisé. Il abandonnera ses poursuites quelque temps plus tard, une enquête n'ayant pu confirmer ses allégations. En 2010, il est contraint de démissionner de la Police d’État de l'Indiana à la suite d'un délit de fuite après avoir causé un accident en état d'ivresse En 2013, il est reconnu coupable de fabulations après avoir accusé un employé municipal de la ville de Martinsville de comportement sexuel inapproprié dans un restaurant,.

## Différences
| Le Film | La réalité |
| --- | --- |
| Sarah Pender mène un trafic de drogue pour payer ses études universitaires. | Sarah Jo Pender travaillait comme secrétaire pour une entreprise nommée Carl E. Most and Sons. Elle n'était pas impliquée dans le trafic de drogue qui était le fait de ses co-locataires.                                                                               |
| Scott Spitler, le gardien de prison, aide Sarah Pender par amour. | Scott Spitler a accepté d'aider Sarah Pender contre la promesse d'un paiement de 15 000 $. |
| Jamie Long habite dans un taudis et vit avec un Biker. | Jamie Long habite une maison ordinaire. Son mari, Larry Long, est Pasteur. |
| Sarah Pender empoisonne une autre détenue pour l'intimider | Sarah Jo Pender n'a jamais empoisonné quiconque. Il s'agit d'une pure fiction. |
| Le Marshal Sean Harlan reçoit des mains du père de Sarah Pender un téléphone portable grâce auquel il lui parle au cours de sa cavale. pendant la conversation, Sarah Pender fait un lapsus laissant entendre qu'elle était présente lors du meurtre de ses co-locataires. | Le Marshal Ryan Harmon n'a jamais obtenu de téléphone portable et n'a jamais conversé avec Sarah Jo Pender au cours de sa cavale. |
| Dans la séquence finale, le film laisse entendre que Sarah Pender a tué elle-même Andrew Cataldi et Tricia Nordman. | En juin 2003, dans une déposition actée, Richard Hull a reconnu avoir tué leurs co-locataires. Il y a aussi reconnu avoir fait fabriquer une fausse pièce à conviction incriminant Sarah Pender. Il a également reconnu ces faits en 2005 lors d'un témoignage en appel. |